# 首都圏青年ユニオン
東京公務公共一般労働組合青年一般支部（とうきょうこうむこうきょういっぱんろうどうくみあいせいねんいっぱんしぶ）
は、日本の東京都周辺の労働者青年で構成する労働組合。通称は首都圏青年ユニオン（しゅとけんせいねんユニオン）。
パートタイマー・アルバイト・フリーター・派遣社員・正社員など労働条件を問わず入ることが出来る。

## 概要
東京自治労連が母体になり結成された東京公務公共一般労働組合の青年一般支部で、東京地評（東京地方労働組合評議会）に加盟する。2000年12月結成。加入に際して年齢制限はない。無職の組合員もいるため、組合費は低額に抑えられている。ゼンショーの労働条件改善闘争では、全員が職場復帰を果たすという成果を得る。
初代委員長は、多摩地域にある特定医療法人社団健生会・立川相互病院の夜間外来受付アルバイトに従事していた名取学である。同病院の夜間外来受付を組織する労働組合として東京公務公共一般労働組合（結成当時は都区一般労働組合）の分会があり、同労組の関係者も青年ユニオンの立ち上げや最近まで活動を支える役割を果たしてきた。苦学生、アルバイト・パートで生計を立てている人は、今なお、社会保険に入れなかったり、契約期間満了を理由に短期間で解雇されている。こうした問題を社会構造の歪みと捉える名取学・河添誠やその他の若手が中心になり結成された。
名取は「学校を卒業するときは、しばらくはアルバイト暮らしでも、そのうちに正規で就職できると思っていた。しかし、就職試験を落ち続けるうちに、今の仕事でも守る必要があると思って組合を作った」と述べている。組合員30人での結成当時は、“フリータ―が労働組合をつくった”として、少なからぬマスコミなどの注目を集めた。組合員には非正規雇用労働者が多い。「青年ユニオンを支える会」が財政を支えている。2011年度には団体交渉・都労委での解決37件、労働審判・裁判での解決2件、解雇25件、賃金・残業代未払い22件、社会保険・雇用保険未加入6件、パワーハラスメント・いやがらせなど10件を解決した。
アルバイトでの賃金未払いや有給休暇の取得阻止などの対処方法の講義や、賃金不払いをなくすため労働基準法の正しい知識の啓発や労働相談などを行っている。

## 政党との関係
日本共産党に所属する参議院議員である山添拓は、首都圏青年ユニオンの顧問弁護団の一員である。同じく前衆議院議員の池内沙織（日本共産党）は会員であることを公然化しており、参議院議員としてブラック企業問題をしばしば取り上げている吉良佳子（日本共産党）は様々な機会に行事に参加するなど青年ユニオンとのつながりが深い。

## 組織
- 組合員数：約350名。
  - 組合員の範囲は東京都・神奈川県・千葉県・埼玉県と近畿地方。
- 組合費：500円～3300円
- 支部大会：当組合の最高議決機関。分会で選出された組合員で構成。
- 支部執行委員会：執行機関。支部長・副支部長・事務局長・事務局次長・会計・執行委員で構成。支部長が招集する。
  - 支部長：原田仁希
  - 副支部長：
  - 事務局長：
- 過去にあった分会：:企業別分会をつくらず、全て地域分会制としているのが組織上の特徴である。
  - 千代田分会（東京都千代田区）
  - 台東分会（東京都台東区）
  - 江戸川分会（東京都江戸川区）
  - 文京分会（東京都文京区）
  - みなと分会（東京都港区）
  - 江東分会（東京都江東区）
  - 立川分会（東京都立川市）
  - 神奈川青年ユニオン（神奈川県）
- 顧問弁護士：小部正治・笹山尚人・大山勇一・佐々木亮・今野久子・飯田美弥子・久保木亮介・小林善亮・西田穣・岸松江・三浦直子・中川勝之・蟹江鬼太郎・戸舘圭之・大久保佐和子・今泉義竜・酒井健雄・上田裕・青龍美和子・山添拓・三浦佑哉・深井剛志・黒澤有紀子・竹村和也・山田大輔[7]

## 沿革
- 2000年12月 - 「東京青年ユニオン」結成。
- 2006年 - すき家で働く労働者を中心に、「すき家ユニオン」結成。
- 2007年 - ライブドアで働く労働者を中心に「ライブドアユニオン」結成。主として「美容室Ash」で働く美容師達によって「首都圏美容師ユニオン」結成。
- 2008年 - 首都圏美容師ユニオンは、「HAIR MAKE Ash」が未払いの時間外手当を支払ったことを明らかにした[8]。
- 2010年8月 - パスタチェーン「洋麺屋五右衛門」の元アルバイト店員が、運営会社の日本レストランシステムに未払い残業代を請求していた争議で、会社側が労働基準法に則って残業代を支払うことになった[9]。
- 2012年 - 労働組合はすき家の団交拒否に伴う損害賠償を求めて東京地裁に提訴。2012年11月の結審後、2012年12月21日に同地裁で和解した[10]。
- 2015年8月27日 - 「首都圏高校生ユニオン」結成[11]。

## 関連団体
- すき家ユニオン
- ライブドアユニオン
- 首都圏美容師ユニオン
- 首都圏高校生ユニオン